# Corjăuți
Corjăuți – wieś w Rumunii, w okręgu Botoszany, w gminie Hilișeu-Horia. W 2011 roku liczyła 328 mieszkańców.